# Шон Бевені
Шон Бевені (англ. Shawn Beveney; нар. 27 березня 1982, Джорджтаун, Гаяна) — гаянський футболіст, атакувальний півзахисник.

## Клубна кар'єра
У дорослому футболі дебютував 1999 року у «Вестерн Тайгерс» з Джорджтауна, в якому виступав до 2005 року. У 2004 році разом з клубом став переможцем Регіональної ліги. 2006 року вперше отримав можливість зіграти за кордоном, підписав контракт з «Норт Іст Старз» з Тринідаду і Тобаго. У команді затримався недовго, оскільки емігрував до Англії.
У березні 2009 року увійшов до п'ятірки найкращих футболістів за версією журналістів, які не грають у Футбольній лізі Англії.
У футболці «Крей Вондерерз» дебютував у програному (0:4) поєдинку Головного кубку Кента проти «Еббсфліт Юнайтед», а першим голом за «Крей» відзначився в поєдинку проти «Годалмінг Таун».
Після травми стегна, 27 грудня потрапив на лаву запасних на поєдинок проти «Кінгстоніана», але не грав. Зрештою, повернувся на поле з лави запасних в домашньому матчі проти «Далвіч Гамлет», але після травми клуб розірвав з ним контракт.
Наприкінці липня залишив «Льюїс».
Після одужання перейшов до «Ешфорд Тауна» (Кент), у складі якого вже в дебютному поєдинку відзначився 3-ма голами.
Потім перейшов до «Далвітч Гамлет». Він отримав повноцінний дозвіл на роботу у Великій Британії.
Після невдалого перегляду в «Грімсбі Таун», у жовтні 2009 року повернувся в «Крей Вондерерз», щоб допомогти команді в її дебютному сезоні Прем'єр-дивізіоні Істмійської ліги. У 2010 році підписав 1-річний контракт з представником чемпіонату Тринідада і Тобаго «Каледонія АІА», у футболці якого відзначився 11-ма голами в 33-х матчах чемпіонату. З цією командою в сезоні 2010/11 років став віце-чемпіоном країни.
Частину сезону 2010/11 років провів у «Біллеріке Таун», відзначився за клуб одним голом, у переможному (3:0) поєдинку проти «Гастінгс Юнайтед».
У жовтні 2014 року перейшов до «Енфілд Таун», а в грудні 2014 року відправився в оренду до «Брентвуд Таун». У лютому 2015 року став гравцем «Гейбрідж Свіфтс».

### Позиція
Грає нападника або центрального півзахисника у національній збірній, але на клубному рівні грає в нападі.

## Кар'єра в збірній
У національній збірній Гаяни дебютував 15 лютого 2004 року в товариському матчі проти Барбадосу. На офіційному рівні дебютував 28 лютого 2004 року в програному (0:5) поєдинку кваліфікації чемпіонату світу проти Гренади. 26 лютого 2006 року відзначився своїми першими двома голами за національну команду, в поєдинку проти Антигуа і Барбуди. Брав участь у чотирьох випусках Карибського кубка: 2007, 2008, 2010 та 2012 років. Окрім цього, брав участь у трьох кваліфікаційних турнірах чемпіонату світу: 2006, 2010 і 2014.
Повернувся після паузи до збірної 25 червня 2008 року після того, як став найкращим гравцем у товариському матчі проти Тринідаду і Тобаго.